# Lâu đài Sanok

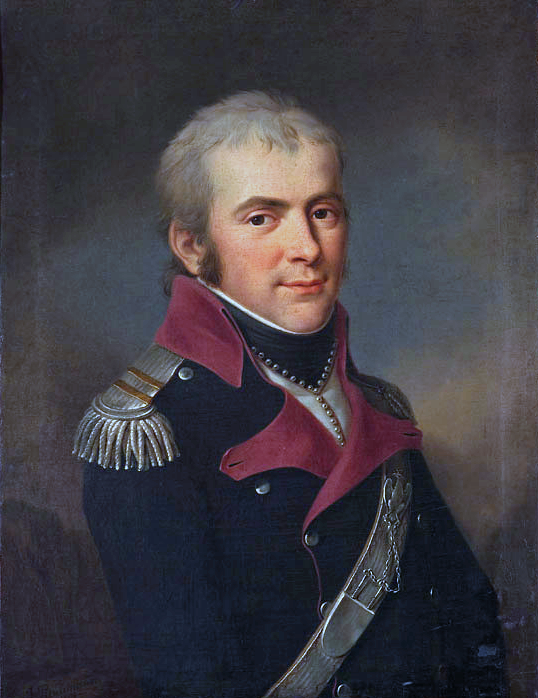
Tướng Franciszek Ksawery Krasnicki bảo vệ lâu đài chống lại người Áo năm 1809

Lâu đài Hoàng gia Sanok được xây dựng vào cuối thế kỷ XIV tại Sanok, Ba Lan. Lâu đài nằm trên sông San ở ngọn đồi cao 3,8 m so với mực nước biển trên một sườn dốc. Ngày nay, nó là trụ sở của Bảo tàng Lịch sử Sanok.

## Lịch sử
Những nói đến đầu tiên về Sanok được tìm thấy trong biên niên sử thế kỷ XII. Thành trì đã bị phá hủy vào thế kỷ XIII trong cuộc xâm lược Tatar năm 1241. Vào thế kỷ XIV, thị trấn Sanok đã được củng cố và một lâu đài phòng thủ được xây dựng.
Lần đề cập sớm nhất về thành trì đến từ năm 1150 và được viết trong Hypatian Codex. Biên niên sử người Ruthian mô tả cuộc thám hiểm của vua Géza II của Hungary tới Ruthenia và việc chiếm giữ các thị trấn Przemyśl và Sanok. Vào thời của triều đại Piast, sau khi phục hồi Red Ruthenia của Vua Casimir III Đại đế, cung điện hoàng gia được bao quanh bởi một bức tường phòng thủ được xây dựng trên đỉnh đồi.

Trong triều đại của vua Władysław Jagiełło, đám cưới của ông với Elisabeth of Pilica đã diễn ra tại lâu đài vào ngày 2 tháng 5 năm 1417. Chính quyền thị trấn và huyện với một người cai quản lâu đài ở trên đỉnh có vị trí tại lâu đài Sanok. Năm 1425, nó được thành lập Tòa án tối cao của luật pháp Đức tại Lâu đài Sanok. Đây cũng là nơi cư ngụ của người vợ thứ tư của nhà vua Sophia, Halshany cho đến khi bà qua đời năm 1461. Nữ hoàng Bona Sforza đã ra lệnh xây dựng lại lâu đài Gothic theo phong cách Phục hưng trong khoảng thời gian từ 1523-1548. Trong khoảng thời gian từ 1555-1556, lâu đài là trụ sở của Isabella Jagiellon, Nữ hoàng Hungary, sau khi cô trốn khỏi Transylvania. Vào cuối thế kỷ XVI, lâu đài đã trải qua sự mở rộng hơn nữa: cánh phía nam được xây dựng vào thời điểm đó. Vào đầu thế kỷ XVIII, cánh phía bắc đã được thêm vào. Trong Chiến tranh Napoléon, lâu đài đã được bảo vệ thành công chống lại các lực lượng Áo bởi Tướng Franciszek Ksawery Krasnicki, người lãnh đạo cuộc nổi dậy chống Áo ở Vùng Sanok. 
 Năm 1915, sau cuộc xâm lược của Nga, cánh Nam bị phá hủy. Trong thời kỳ giữa chiến tranh, lâu đài được dùng làm Bảo tàng Sanok. Bảo tàng, được thành lập vào năm 1934 bởi Hiệp hội những người bạn của Vùng Sanok, đã có những bộ sưu tập đầu tiên của vùng Sanok, vũ khí và vũ khí - lịch sử của thị trấn và lâu đài Sanok, đồ nội thất, nghệ thuật thủ công. Với sự khởi đầu của Thế chiến II vào tháng 9 năm 1939, lâu đài đã bị lục soát. Vào tháng 8 năm 1944, chính quyền địa phương Đức đã cướp phá các di tích lâu đời nhất còn sót lại của văn hóa Ba Lan, một số trong đó đã được Chính phủ Ba Lan lấy lại sau chiến tranh. Các bộ sưu tập của nó đã được chuyển đến lâu đài, từ năm 1945, chúng đã tạo thành một phần của Bảo tàng Lịch sử và thêm vào bộ sưu tập sau này khoảng 200 biểu tượng từ các làng Lemko.

### Người cai quản lâu đài và starosts của Sanok
Bắt đầu từ thế kỷ XIV lâu đài là cơ ngơi của một người cai quản thành trì và kể từ năm 1352 cũng là một cơ ngơi của starosta:
- His Great and Mighty Grace Mikołaj Błociszewski (d. 1419) Castellan of Sanok (1401 - 1415),
- HGMG Sebastian Lubomirski (d.1558) Starost of Sanok (1553 - 1558),
- HGMG Jan Herburt (1524 - 1578) Castellan of Sanok (1572, 1573),
- HGMG Stanisław Bonifacy Mnis817 (1580 - 1644) Starost of Sanok (1602),
- HGMG Zygmunt Fredro (d.1663) Castellan of Sanok (1652 - 1661),
- HGMG Franciszek Szembek (d.1693) Castellan của Sanok (1685 - 1688).

## Phòng trưng bày Zdzisław Beksiński
Trung tâm nghệ thuật hiện đại Subcarpathian Zdzisław Beksiński, Phòng trưng bày ngắn Beksiński, (tiếng Ba Lan: Podkarpackie Centrum Sztuki Współczesnej im. Zdzisława Beksińskiego). Bảo tàng Lịch sử ở Sanok sở hữu bộ sưu tập tác phẩm lớn nhất của Zdzisław Beksiński. Từ ngày 19 tháng 5 năm 2012, các bức tranh, bản vẽ, điêu khắc, ảnh và chạm khắc của ông sẽ được trưng bày trong một không gian được tạo ra đặc biệt cho mục đích này, trong cánh được xây dựng lại của Lâu đài Sanok.

Các tác phẩm của họa sĩ sẽ được trình bày trong Phòng trưng bày vĩnh viễn của Zdzislaw Beksinski kể từ mùa xuân năm 2012.